# 鲥鱼
鲥鱼（学名：Tenualosa reevesii）俗称迟鱼，又名生鰳、三來、錫箔魚，属輻鰭魚綱鲱形目、鲱科、鲥属。为中国珍稀名贵经济鱼类，在《中国濒危动物红皮书》中濒危等级为濒危物种 ；2021年被列入一级国家重点保护野生动物。
由于长期以来缺乏有效的目击记录，加之当地人在鲥鱼洄游的必经之路上修建了许多可能会让他们无法完成完整生命周期的水利工程。许多人认为鲥鱼可能已经彻底灭绝或在中国区域性灭绝，当今水产市场上被称作“长江鲥鱼”的鱼类实为西鲱属的鱼类或长尾鲥。

## 分布
本魚原分布於中國黄海、东海、南海近海及沿岸江河、溪流。因过度捕捞等因素，近年种群数量已大幅减少。

## 特征
鲥鱼体长而侧扁，体被锯齿状的圆鳞。口大，端位，呈一斜裂，上颌正中有缺刻。眼位于头的前部两侧，脂眼睑发达，遮盖眼的一半，背鳍和臀鳍基部有很低的鳞鞘，胸鳍和腹鳍各具一列长腋鳞。全身呈銀白色，被側蒼黑色，尾鰭約略與頭長等長。背鰭有軟條18至20枚，無硬棘；臀鰭有軟條18至20枚。一般體長40-50公分，體重1到1.5公斤，最大可到4公斤。

## 生態
鲥鱼为江海洄游性鱼类，以浮游生物为食。生殖洄游期间停止摄食或很少摄食，平时分散栖息于近海中上层，春末夏初（4月～6月）作溯河生殖洄游，产卵后亲鱼回归大海，幼鱼则进入支流或湖泊中索饵，秋后入海长肥，直至性成熟。鲥鱼性急，游动、摄食速度颇为迅速，常因被障碍物撞伤而脱鳞死亡。

## 生存状况
据查，20世纪70年代，长江鲥鱼年产量曾达1000多吨，洞庭湖和湘、资、沅、澧四水也常捕到鲥鱼。但此后由于水利建设切断了鲥鱼的产卵和索饵洄游通道，加上捕捞过度和水域环境污染，鲥鱼天然资源急剧减少。目前长江流域鲥鱼年产量仅500公斤左右，洞庭湖和湘、资、沅、澧四水鲥鱼资源几乎绝迹。此外，钱塘江、闽江、珠江等大江也可发现鲥鱼。
目前因为鲥鱼已经被禁止捕捞，有些水产养鱼商从美国引进美洲鲥（西鲥属），当作鲥鱼销售。新加坡、印尼附近也有同属鱼种的长尾鲥，叫做鲥鱼出售。

## 經濟利用

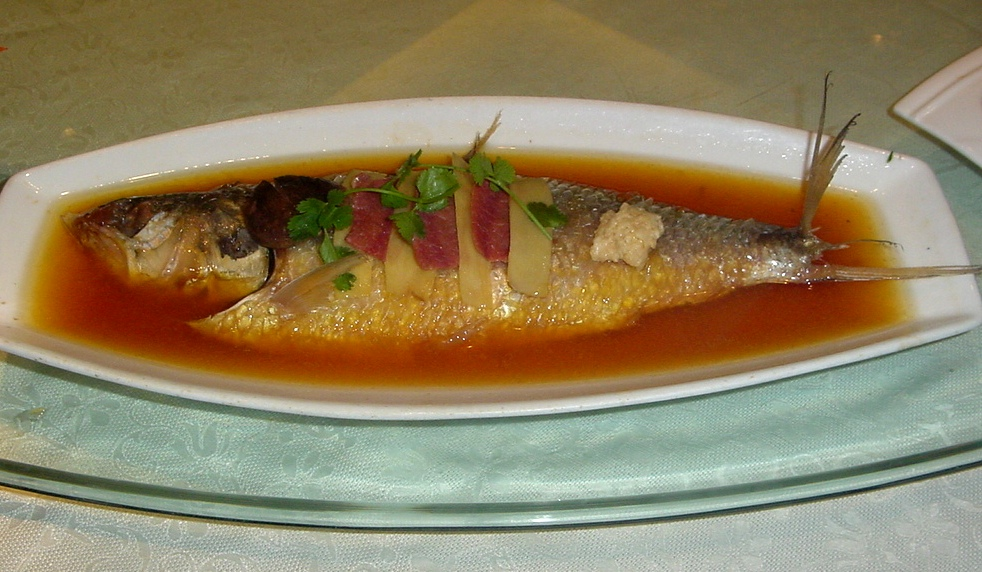
清蒸鲥鱼

鰣魚是鹹水、淡水兩棲的魚類。其肉质细嫩鲜美，脂肪丰富。清蒸鲥鱼是中国江苏省、浙江省的名菜。《中馈录》記其烹饪方法：“去肠不去鳞，用布拭去血水，放荡锣内，以花椒、砂仁、酱、水酒、葱拌匀，其味和，蒸之。”《随园食单》记载：“蜜酒蒸食，或竟用油煎，加清酱、酒酿亦佳。万不可切成碎块加鸡汤煮，或去其背，专取肚皮，则真味全失矣。”。鰣魚素來名貴，不是大戶人家也吃不起，《冷庐杂识》記載：“杭州鲥鱼初出时，豪贵争以饷遗，价值贵，寒不得食也。凡宾筵，鱼例处后，独鲥先登。”《仁恕堂笔记》也说：“鲥鱼初出时，率千钱一尾，非达官巨贾，不得沾箸。”
明朝以後，鰣魚是一種貢品，因運送路途遙遠，容易腐敗發臭，吃得來有豆腐乳味，故又稱臭魚。吴嘉纪有《打鲥鱼》诗：“打鲥鱼，供上用，船头密网犹未下，官长已备驿马送。樱桃入市笋味好，今岁鲥鱼偏不早。观者倏忽颜色欢，玉鳞跃出江中澜。天边举匕久相迟，冰填箬护付飞骑。君不见金台铁瓮路三千，却限时辰二十二。”鲥鱼肥嫩，但细刺太多，食時要特別留神。宋朝彭淵材平生有五恨：“一恨鰣魚多骨，二恨金橘太酸，三恨蓴菜性冷，四恨海棠無香，五恨曾子固不能詩。 ”

## 延伸阅读
[在维基数据编辑]
 《欽定古今圖書集成·博物彙編·禽蟲典·鰣魚部》，出自陈梦雷《古今圖書集成》